# Yūta Itō
Yūta Itō (伊藤 優汰?, Itō Yūta; Aichi, 18 settembre 1992) è un calciatore giapponese, centrocampista del Moriyama Samurai.

## Carriera
Nell'aprile 2019 viene ingaggiato dal Kataller Toyama.